# アンゲリカ・カウフマン (イラストレーター)
アンゲリカ・カウフマン (Angelika Kaufmann, 1935年3月9日 - )は、オーストリアの児童書、アンソロジー、読本の著作家（絵本作家）、イラストレーター。ウィーンおよびニーダーエスターライヒ州とヴァルトフィアテル（Waldviertel）のWarnungs在住。

## 経歴
カウフマンはフィラッハのサンクト・ルプレヒトで生まれた。1958年、ウィーン応用芸術大学（Universität für angewandte Kunst Wien）を卒業。1963年から単独で、あるいは他の作家と共同で、本を出しはじめ、それらはオーストリア国内だけでなく、ヨーロッパ各国、さらには中国、日本でも出版された。1970年からは児童書やアンソロジーのイラストを手掛け、オーストリアでも著名なアーティストになった。
カウフマンはウィーン分離派およびGrazer Autorenversammlung、Die INTAKTのメンバーである。

## 著書
- アンナちゃん（Anna） - 日本語訳：与田静（偕成社）
- ひとりぼっちのひつじ（Das einsame Schaf） - 日本語訳：大島かおり（佑学社、オーストリア創作絵本シリーズ）
- Sylvia Kummer
- A slip in the alphabeth – Installationen, Objekte, Arbeiten auf Papier – 1990 – 1998 - Marie-Luise Angererと共著。
- Textile Objekte – Installationen: Arbeiten auf Papier – 1980 – 1988
- Epitaph für S. – Installationen
- Das unsichtbare Kind und andere Geschichten quer durch die Welt
- Verzauberte Geschöpfe
- Arbeiten 1980 – 1983
- Ich und du, du und ich

### イラスト参加作品
- フリーデリーケ・マイレッカー『ミニ・サウルス ズィンクレア・ゾフォクレス（Sinclair Sofokles, der Baby-Saurier）』 - 日本語訳：三浦美紀子（草土文化）
- ミーラ・ローベ『リンゴの木（Der Apfelbaum）』 - 日本語訳：八木博（女子パウロ会）
- ミーラ・ローベ『みんなおいで（Komm sagte die Katze）』 - 日本語訳：楠田枝里子（好学社）
- Brigitte Peter『Lollobien』
- Ernst Höller und Klemens Zens『Aus vergangenen Tagen – Bilder aus dem alten Wien』
- Hans Domengo und Hilde Leiter『Das Buch vom Winter』
- Minna Lachs『Was raschelt da im Bauernhof?』